# 152 mm haubicoarmata D-20
152 mm haubicoarmata D-20 – sowiecka haubicoarmata holowana.
Haubicoarmata D-20 ma łoże dwuogonowe. Lufa zakończona hamulcem wylotowym. D-20 może wystrzeliwać pociski odłamkowo-burzące o masie 43,51 kg, przeciwbetonowe o masie 56 kg i kumulacyjne o masie 48,78 kg. Istniały także pociski jądrowe i chemiczne. Do holowania działa używane były najczęściej samochody ciężarowe Ural-375D lub Tatra 813.

## Użytkownicy
Aktualni użytkownicy
- Angola
- Armenia
- Azerbejdżan
- Białoruś
- Bułgaria
- Chiny – Typ 66
- Chorwacja – 18
- Egipt
- Gruzja
- Iran
- Irak – wszystkie zniszczone podczas II wojny w Zatoce Perskiej w 2003. W 2015 Bułgaria dostarczyła Irakowi nowe działa, wznawiające je przy tym z powrotem do służby[1].
- Jemen
- Kambodża
- Kazachstan
- Kongo
- Korea Północna
- Kuba
- Liban
- Mjanma
- Mołdawia
- Nikaragua
- Nigeria – 4
- Rumunia
- Rosja
- Serbia – 20
- Singapur
- Sri Lanka – Typ 66
- Syria
- Turkmenistan
- Turcja
- Ukraina
- Uzbekistan
- Wietnam

Dawni użytkownicy
- Albania – 150 chińskiej wersji typ 66
- Finlandia – armia fińska pozyskała nieznaną liczbę ex-niemieckich dział D-20, oznaczonych jako 152 H 55. Obecnie są wycofane z uzbrojenia.
- Jugosławia
- NRD
- ZSRR